# 나이아가라 요새

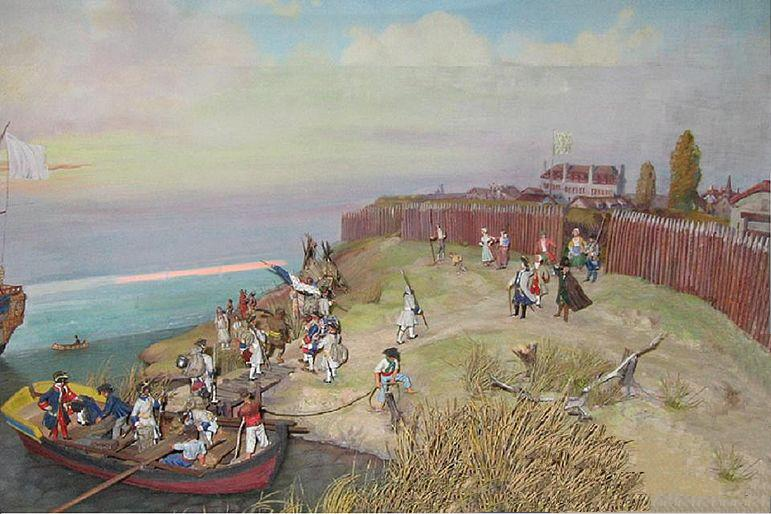
1728년 나이아가라 요새

나이아가라 요새(Fort Niagara)는 원래 북미에 있었던 뉴프랑스의 재산을 보호하기 위해서 지어진 성채이다. 나이아가라 강 동쪽 제방 위에 있는 뉴욕의 영스타운 근처에 위치하고 있으며, 어귀에 온타리오 호수가 있다.

## 역사
1678년에 르네 로베르 카발리에, 쉬르 드 라 살르가 ‘콩티 요새’라고 불리는 첫 구조물을 지었다. 1687년에 뉴프랑스의 주지사 드농빌 백작이 콩티 요새 터에 새로운 요새를 건설했다. 그는 ‘드농빌 요새’라고 이름을 짓고, 삐에르 드 트로예 대위의 지휘 아래 100명의 병력을 배치시켰다. 엄동설한과 질병이 맹위를 떨쳤고, 몬트리올에서 구조대가 왔을 때는 12명을 제외한 전원이 사망했다. 1688년에 결국 이 요새를 포기하고 방책을 허물기로 결정을 내렸다.